# Marina Bay Floating Stadium

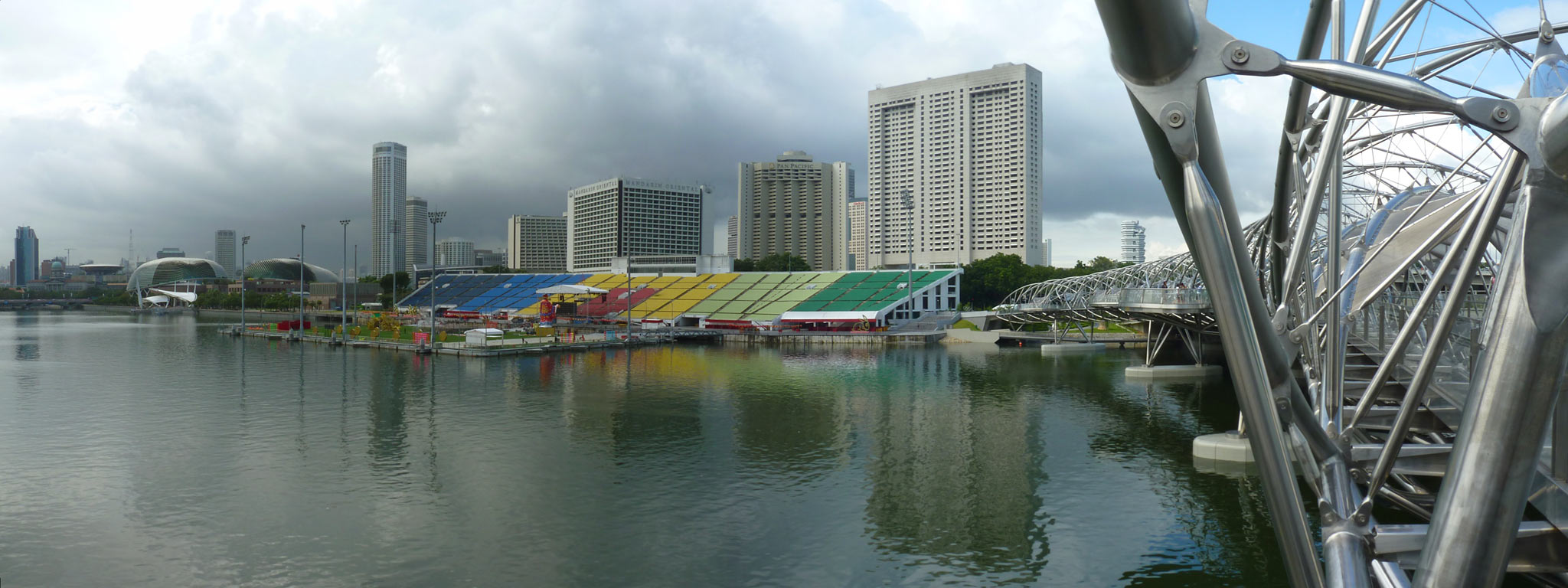
Das Stadion von der Helix-Brücke aus gesehen

Das Marina Bay Floating Stadium (auch The Float@Marina Bay) ist ein Stadion in Singapur.
Das Stadion ist zweigeteilt. Es besteht aus einer Tribüne auf dem Festland und einer schwimmenden Spiel- und Veranstaltungsfläche in der Marina Bay. Der Baubeginn der Anlage war 2006 und ein Jahr später erfolgte die Fertigstellung.

## Marina Bay Floating Platform
Die Plattform ist 120 Meter lang und 83 Meter breit. Sie ist umrandet von einer bis zu 30 Meter hohen Umzäunung. Als Last kann sie 1070 Tonnen tragen, was dem Gewicht von 9000 Personen entspricht.

## Marina Bay Seating Gallery
Die Tribüne hat eine Bauhöhe von 21 Metern bei einer Breite von 260 und einer Tiefe von 70 Metern. Die Tribüne bietet 30000 Zuschauern Platz.

## Nutzung
Das Stadion wird nur gelegentlich als Fußballarena genutzt. Da die Tribüne direkt an der Formel-1-Rennstrecke des Großen Preis von Singapur liegt, dient sie während des Rennens als Tribüne. Das Stadion wird zudem wegen seiner optischen Einzigartigkeit gerne als Veranstaltungsort gewählt. So fanden die Eröffnungs- und die Schlussfeier der Olympischen Jugend-Sommerspiele 2010 in diesem Stadion statt. Auch wurde es schon für die Feierlichkeiten zum Nationalfeiertag genutzt.